# Sinocyclocheilus angularis
Sinocyclocheilus angularis är en fiskart som beskrevs av Zheng och Wang, 1990. Sinocyclocheilus angularis ingår i släktet Sinocyclocheilus och familjen karpfiskar. IUCN kategoriserar arten globalt som sårbar. Inga underarter finns listade i Catalogue of Life.